# The Suburbanite
The Suburbanite er en amerikansk stumfilm fra 1904 af Wallace McCutcheon.